# Caspar von Barth

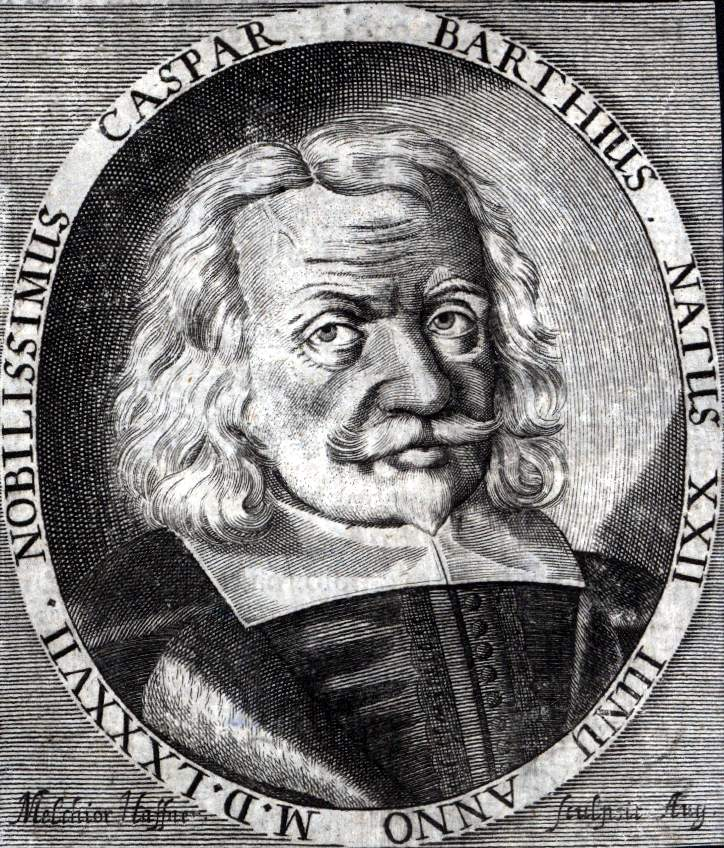
Caspar von Barth; Kupferstich von Melchior Hafner

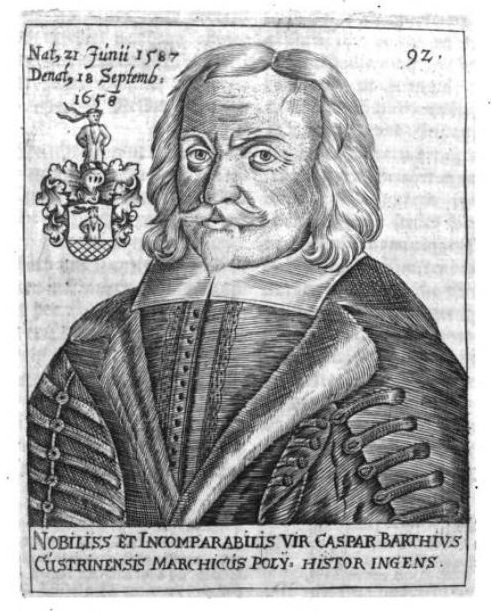
Caspar von Barth nach Seidels Bilder-Sammlung

Caspar von Barth (* 21. Juni 1587 in Küstrin; † 17. September 1658 in Leipzig) war ein deutscher Philologe und Privatgelehrter der Barockzeit.

## Leben
Barth entstammt einer alten Adelsfamilie. Sein Vater Carl von Barth war brandenburgischer Geheimer Rat und Kanzler der Neumark mit dem Amtssitz in Küstrin. Der begabte Junge besucht die Schulen in Eisenach und Gotha und ließ sich 1607 in Wittenberg immatrikulieren, wo er unter Friedrich Taubmann lateinische Poesie hörte. Taubmann war es auch, der sein Interesse an den klassischen Literaturen weckte. Nach kurzem Zwischenaufenthalt in Jena begab er sich auf eine zehnjährige Bildungsreise, die ihm die persönliche Kontaktaufnahme mit den großen Gelehrten ganz Europas ermöglichte. Sein Vermögen erlaubte ihm den Luxus, ungestört seinen humanistischen und philologischen Neigungen nachzugehen.
Nach der Rückkehr lebte er lange Jahre in Halle (Saale), wo er dank seiner Besitzungen in der Salzindustrie zum Patriziat der Halloren oder Salzherren zählte. Später zog er auf sein Landgut in Sellerhausen bei Leipzig, das 1636 von feindlichen Truppen niedergebrannt wurde. So wurde seine wertvolle Bibliothek mit kostbaren Manuskripten ein Opfer der Flammen. Den Rest seines Lebens verbrachte er im Leipziger Paulinum, wo er in unmittelbarer Nähe der Universitätsbibliothek ungestört seinen Studien nachgehen konnte.
Sein Werk umfasst philologische Editionen und Kommentare zu klassischen Texten von hohem wissenschaftlichen Niveau. Es ist daher zweifellos unfair, ihn als gelehrten Dilettanten zu unterschätzen. Sein noch ungedruckter handschriftlicher Nachlass ist in Zwickau erhalten.

## Werke (Auswahl)
- Iuvenilia, Wittenberg 1607 (Digitalisat)
- Amabilium Libri IV, Hannover 1612 (Digitalisat)
- Opuscula Varia. Villiers, Hannover 1612. (Digitalisat)
- Cave Canem. De Vita, Moribus, Rebus Gestis, Divinitate Gasperis Scioppii Apostatae, Satiricon. Villiers, Hannover 1612. (Digitalisat)
- Adversariorum commentariorum (in 60 Büchern), Frankfurt 1624, 2. Aufl. 1658.[1]
- Caspar Barthen Deutscher Phoenix. Aubry & Schleich, Frankfurt am Main 1626. (Digitalisat)
- Kommentare zu Claudian, 1650
- Kommentare zu Statius, 1664.

## Übersetzungen
- Pornodidascalus, Seu Colloquium Muliebre Petri Aretini : Ingeniosissimi & fere incomparabilis virtutum & vitiorum demonstratoris: De Astu Nefario Horrendisque Dolis, Quibus Impudicae mulieres iuventuti incautae insidiantur, Dialogus / Ex Italico In Hispanicum Sermonem versus a Ferdinando Xuaresio Seviliensi. De Hispanico In Latinum Traducebat ... Caspar Barthius. Göpner, Zwickau 1660. (Digitalisat)